# Leichtathletik-Europameisterschaften 2010/Teilnehmer (Andorra)
Andorra meldete sechs Sportler für die Leichtathletik-Europameisterschaften 2010 vom 27. Juli bis zum 1. August in Barcelona.
| Wettbewerb     | Männer | Frauen |
| -------------- | --- | ------ |
| 3000 Hindernis | Pep Sansa Bullich (23. Platz) |        |
| Marathon       | Toni Bernado Planas (33. Platz) Manuel Fernandes Pita (nicht gestartet) Alan Manchado Vila (45. Platz) Ivan Ramirez Bator (43. Platz) Jordi Royo Lozano (nicht gestartet) |        |